# Socialist Alternative
Socialist Alternative är ett amerikanskt trotskistiskt socialistiskt parti med anslutning till Kommittén för en arbetarinternational (CWI). Partiet har sin bas i New York. Partiet grundades 1986 som Labor Militant ("militant arbetskraft"), vilket också var namnet på CWI:s sektion i England och Wales. Namnet Socialist Alternative antogs i slutet av 1990-talet.